# Комітет Верховної Ради України з питань організації державної влади, місцевого самоврядування, регіонального розвитку та містобудування
Комітет Верховної Ради України з питань організації державної влади, місцевого самоврядування, регіонального розвитку та містобудування — утворений 29 серпня 2019 у Верховній Раді України IX скликання. У складі комітету 28 депутатів, голова Комітету — Клочко Андрій Андрійович.

## Склад
У складі комітету:
1. Клочко Андрій Андрійович — голова Комітету
2. Лозинський Роман Михайлович — перший заступник голови Комітету
3. Качура Олександр Анатолійович — заступник голови Комітету
4. Гузь Ігор Володимирович — заступник голови Комітету
5. Загоруйко Аліна Леонідівна — заступник голови Комітету, голова підкомітету з питань виборів, референдумів та інших форм безпосередньої демократії
6. Шуляк Олена Олексіївна — заступник голови Комітету
7. Ісаєнко Дмитро Валерійович — секретар Комітету
8. Аліксійчук Олександр Васильович — голова підкомітету з питань захисту інвестицій в об'єкти будівництва
9. Балога Віктор Іванович
10. Безгін Віталій Юрійович — голова підкомітету з питань адміністративно-територіального устрою
11. Білозір Лариса Миколаївна — голова підкомітету з питань адміністративних послуг та адміністративних процедур
12. Бондар Ганна Вячеславівна — голова підкомітету з питань містобудування, благоустрою та земельних відносин у межах територій забудови
13. Гурін Дмитро Олександрович — голова підкомітету з питань місцевого самоврядування та органів самоорганізації населення
14. Дунда Олег Андрійович — голова підкомітету з питань будівництва та проектування
15. Іванов Володимир Ілліч
16. Кальцев Володимир Федорович
17. Корнієнко Олександр Сергійович — голова підкомітету з питань організації державної влади, державної служби, служби в органах місцевого самоврядування, державних символів та нагород
18. Літвінов Олександр Миколайович — голова підкомітету з питань житлової політики та житлового господарства
19. Микиша Дмитро Сергійович
20. М'ялик Віктор Ничипорович
21. Плачкова Тетяна Михайлівна
22. Поляк Владіслав Миколайович
23. Рубльов Вячеслав Володимирович — голова підкомітету з питань регіональної політики та місцевих бюджетів
24. Саврасов Максим Віталійович
25. Стріхарський Андрій Петрович
26. Чорний Дмитро Сергійович
27. Шкрум Альона Іванівна
28. Юнаков Іван Сергійович — голова підкомітету з питань технічного регулювання і ціноутворення у будівництві, виробництва будівельних матеріалів та енергоефективності у будівельній галузі

## Предмет відання
Предметом відання Комітету є:
- законодавче забезпечення організації та порядку проведення виборів і референдумів;
- правовий статус Центральної виборчої комісії; членів Центральної виборчої комісії;
- законодавче забезпечення діяльності Президента України, Кабінету Міністрів України, центральних органів виконавчої влади;
- адміністративно-територіальний устрій України;
- спеціальний статус міст Києва та Севастополя;
- організація та діяльність місцевих органів виконавчої влади;
- засади місцевого самоврядування та органів самоорганізації населення;
- засади організації надання адміністративних послуг;
- державна служба та служба в органах місцевого самоврядування;
- призначення чергових та позачергових виборів до органів місцевого самоврядування;
- державні символи України;
- державні нагороди України;
- політика регіонального розвитку;
- містобудування;
- земельні відносини (у межах територій забудови);
- благоустрій, будівництво та архітектура;
- енергоефективність у будівельній галузі;
- житлове господарство;
- житлова політика.